# Mr. A
Mr. A es un personaje ficticio de cómic creado por Steve Ditko, cocreador de Spider-Man y Doctor Strange, entre otros. A diferencia de la mayor parte de su trabajo, este personaje fue propiedad exclusiva de Ditko, quien escribió e ilustró en su totalidad las historias en las que apareció. Mr. A debutó en Witzend #3 de Wallace Wood en 1967.
Ditko ha sido citado diciendo que otra de sus creaciones, The Question, sería una versión más aceptable de Mr. A según el código de cómics de la época. Este se inspiró en el sistema de creencias y el absolutismo moral de la filósofa-novelista Ayn Rand.

## Trasfondo
Rex Graine es periodista del periódico Daily Crusader. Es conocido por sus principios intransigentes e incorruptibilidad. Para luchar contra el crimen, Graine usa guantes de metal y una máscara de acero que se asemeja a una cara apacible, convirtiéndose así en Mr. A. En consonancia con la temática del detective, ambas de sus personalidades suelen llevar trajes y sombreros de fedora; el traje de Mr. A es completamente blanco. No hay una historia de origen para este personaje, por lo tanto, la única razón discernible por la que Graine a veces se disfraza (sus dos identidades están igualmente amenazadas por criminales y a veces odiadas por el público en general) se debe a su elección de convertirse en un vigilante. Mr. A usa tarjetas telefónicas mitad blanca mitad negra para indicar su llegada, así como para representar su creencia de que solo puede haber bien y maldad, y no hay una zona gris moral.

## Concepto
El nombre Mr. A hace referencia al principio de identidad (A=A) de Aristóteles. Su personaje incorpora también elementos de ética objetivista. Él insiste en que solo hay blanco (bien) y negro (mal), pero no gris (corrupción), ya que el gris solo es una mezcla entre blanco y negro. 
Suele ser implacable con los criminales, ya que, en sus propias palabras:

Es sólo mediante principios blancos o negros como el bien o el mal pueden ser conocidos y medidos. No hay principios grises, corruptos. No hay justicia neutral. Permitir a un hombre eludir el castigo por un acto de maldad es un insulto para la víctima, para todos los que son buenos y para la justicia
Witzend N°11 (1969)

## Influencias
En 1967, Steve Ditko crea a The Question, un personaje con muchas similitudes con Mr. A.
El creador de cómics Alan Moore fue miembro de la banda The Emperors of Ice Cream, que interpretó una canción escrita por Moore titulada «Mr. A.», a tono con la canción «Sister Ray» de la banda The Velvet Underground, parodiando así la ideología política de Ditko. Moore más tarde creó el personaje Rorschach para la serie Watchmen, que se basó tanto en The Question como también en Mr. A. Moore contó una anécdota sobre un conocido dijo haberle preguntado a Ditko si estaba familiarizado con Rorschach, Ditko aparentemente reconoció a Rorschach »como Mr. A, excepto que... demente».
En la miniserie Twilight Guardian de Troy Hickman (Top Cow 2011), el padre del personaje titular parece ser un homenaje a Steve Ditko, y una tira de prensa de dos páginas, «The Gulch», aparece en el número 4 que parece ser una parodia u homenaje a Mr. A.

## Historias publicadas
- «Angel» (5 páginas) (Witzend #3, 1967).[11]
- «Money» (10 páginas) (witzend #4, 1968).[11]
  - Reimpreso en The Ditko Collection #1, por Fantagraphics 2/85.
- «When Is A Man To Be Judged Evil?» (6 páginas) (THE COLLECTOR #26, Sum/72).[11]
- «What Happens To A Man When He Refuses To Uphold The Good» (8 páginas) (COMIC CRUSADER #6, Sum/69 and #7, Fal/69).
- «Mr. A.: Chapterplay» (8 páginas) (COMIC CRUSADER #13, 1972).[11]
  - Reimpreso como Mr. A. #1, por Comic Art Publishers, 1973.
  - Reimpreso en The Ditko Collection #1, por Fantagraphics 2/85.
- «Count Rogue» (16 pages).
- «Brotherhood Of The Collective» (16 pages).
  - Reimpreso en Mr. A. #2 por Bruce Hershensen.
  - Reimpreso en The Ditko Collection #2, por Fantagraphics 28/86.
- «Mr. A. Faces The Knifer» (30 páginas). (Steve Ditko's 176-Page, Heroes Package, Robin Snyder, 2000).[11]